# HD 134444
HD 134444，又名CD-44 9922，SAO 225517、HR 5642，是一颗恒星，视星等为6.44，位于銀經327.22，銀緯10.88，其B1900.0坐标为赤經15h 4m 49.4s，赤緯-44° 10.88′ 54″。